# Gimnasio Suwon
El Gimnasio Suwon (en coreano: 수원실내체육관)  es un recinto cubierto situado en la localidad de Suwon, en el país asiático de Corea del Sur. La capacidad del espacio es de 5145 personas y fue construido en 1963 para albergar eventos de balonmano en los Juegos Olímpicos de Seúl 1988. Hoy en día forma parte del Complejo deportivo Suwon.